# Phobetes erasi
Phobetes erasi är en stekelart som beskrevs av Ian D. Gauld 1997. Phobetes erasi ingår i släktet Phobetes och familjen brokparasitsteklar. Inga underarter finns listade i Catalogue of Life.